# 三上公也の情報アサイチ!
三上公也の情報アサイチ!（みかみきみやのじょうほうあさいち）は、ラジオ関西で放送されていたワイド番組。2006年4月3日放送開始の『ラジ関モーニング 三上公也です』からの改題。

## 概要
ラジオ関西は2006年度改編で、ワイド番組の全面的な見直しを図った。その一環としてスタートしたもので、三上公也がパーソナリティを務め、暮らしに役立つ情報、音楽などを交えて展開していく音楽ワイド番組。2008年より現タイトルに改題している。
当初は月曜から金曜までの放送であったが、2010年4月からは月曜から木曜までの放送となっている（金曜のみ『羽川英樹の情報アサイチ!』→『岩崎和夫の情報アサイチ!』→『川浪ナミヲの情報アサイチ!』を放送）。
2019年春改編で『三上公也の朝は恋人』の放送開始および『寺谷一紀のまいど!まいど!』が時間枠を移動することに伴い、3月28日（『川浪ナミヲの情報アサイチ!』は同月29日）をもって放送終了。

## 出演者

### パーソナリティ
- 三上公也（ラジオ関西アナウンサー）

### アシスタント
- 木谷美帆（月・火担当、2013年4月-終了）
- 上原伊代（水・木担当、2018年4月-終了）

### コメンテーター
- 佐竹隆幸（月・週替わり）（関西学院大学経営戦略研究科教授）[2]
- 津久井進（月・週替わり）（弁護士）[3]
- 脇浜紀子（毎月最終週の月のみ）（京都産業大学現代社会学部教授）[4]
- 山崎整（火）（神戸市立博物館・副館長、神戸学院大学客員教授）[5]
- 滝川好夫（水）（関西外国語大学英語キャリア学部教授）
- 田中道弘（木）（社会保険労務士）[6]

### 過去の出演者
- 浅井千華子（月・火担当アシスタント、2008年-2012年3月） - 当初は月〜水担当（2010年3月まで）
- 赤崎加林（木・金担当アシスタント、2008年-2010年3月）
- 池田奈月（フリー→ラジオ関西アナウンサー、水・木担当アシスタント、2010年4月-2018年3月）
- 西條遊児（月・コメンテーター） - 2018年2月12日に死去
- 田辺眞人（木・コメンテーター）

## 放送時間
- 毎週月 - 木曜日 6:00 - 10:00

## 内包番組
- 歌のない歌謡曲（毎朝6:45頃） - 進行は木谷、上原が各曜日を担当。

## コーナー
- ラジオ関西コープスコープ!（毎朝8:45頃）

## 罰金箱
三上があまりにも下らないダジャレや掛けことばを連発した時に、番組開始当初から、用意された“罰金箱”である。スベった際や“間”を誤った際、1回につき100円を徴収される。スベったとわかるポイントは三上のコメントと、西條遊児が「はい、100円」と振ったとき（罰金箱にお金を入れる時）である。毎回三上は、100円玉を用意している。徴収された全額の使用用途は、月末にリスナーに貯金箱ごとプレゼントされる。